# Microtia horni
Microtia horni är en fjärilsart som beskrevs av Hans Rebel 1906. Microtia horni ingår i släktet Microtia och familjen praktfjärilar. Inga underarter finns listade i Catalogue of Life.